# Medal Karla Schwarzschilda

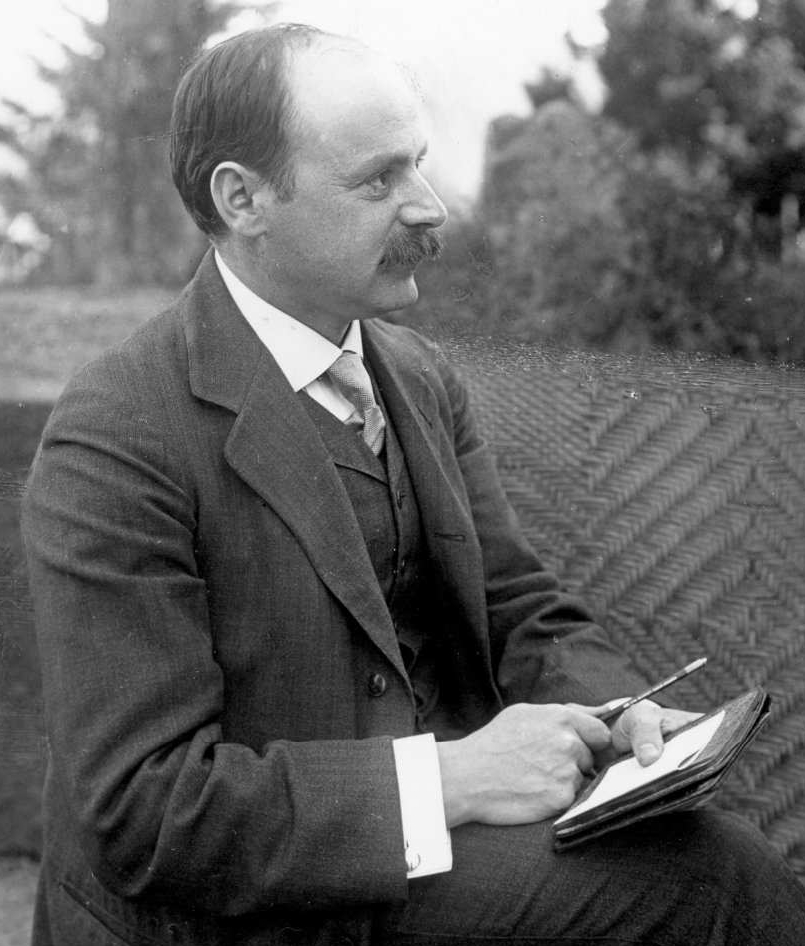
Karl Schwarzschild

Medal Karla Schwarzschilda – nagroda dla najwybitniejszych astronomów i astrofizyków, ustanowiona przez Niemieckie Towarzystwo Astronomiczne (niem. Astronomische Gesellschaft) w 1959 roku, nazwana na cześć Karla Schwarzschilda.

## Lista laureatów
- 1959: Martin Schwarzschild
- 1963: Charles Fehrenbach(inne języki)
- 1968: Maarten Schmidt
- 1969: Bengt Strömgren
- 1971: Antony Hewish
- 1972: Jan H. Oort
- 1974: Cornelis de Jager(inne języki)
- 1975: Lyman Spitzer
- 1977: Wilhelm Becker
- 1978: George B. Field(inne języki)
- 1980: Ludwig Biermann
- 1981: Bohdan Paczyński
- 1982: Jean Delhaye(inne języki)
- 1983: Donald Lynden-Bell
- 1984: Daniel M. Popper(inne języki)
- 1985: Edwin E. Salpeter
- 1986: Subramanyan Chandrasekhar
- 1987: Lodewijk Woltjer(inne języki)
- 1989: Martin J. Rees
- 1990: Eugene N. Parker
- 1992: Fred Hoyle
- 1993: Raymond Wilson(inne języki)
- 1994: Joachim Trümper(inne języki)
- 1995: Hendrik Christoffel van de Hulst
- 1996: Kip Thorne
- 1997: Joseph H. Taylor Jr.
- 1998: Peter A. Strittmatter(inne języki)
- 1999: Jeremiah P. Ostriker(inne języki)
- 2000: Roger Penrose
- 2001: Keiichi Kodaira(inne języki)
- 2002: Charles Townes
- 2003: Erika Boehm-Vitense(inne języki)
- 2004: Riccardo Giacconi
- 2005: Gustav Andreas Tammann
- 2007: Rudolf Kippenhahn(inne języki)
- 2008: Rashid Sunyaev
- 2009: Rolf-Peter Kudritzki(inne języki)
- 2010: Michel Mayor
- 2011: Reinhard Genzel
- 2012: Sandra Faber
- 2013: Karl-Heinz Rädler(inne języki)
- 2014: Margaret Geller
- 2015: Immo Appenzeller(inne języki)
- 2016: Robert Williams
- 2017: Richard Wielebinski
- 2018: Andrzej Udalski
- 2019: Ewine van Dishoeck(inne języki)
- 2020: Friedrich-Karl Thielemann(inne języki)
- 2021: Jocelyn Bell Burnell
- 2022: Hans-Thomas Janka(inne języki)
- 2023: Thomas Henning
- 2024: Anton Zensus